# 18º Congresso degli Stati Uniti d'America
Il 18º Congresso degli Stati Uniti d'America, formato dal Senato e dalla Camera dei rappresentanti, si è riunito a Washington, D.C. presso il Campidoglio dal 4 marzo 1823 al 4 marzo 1825. Riunitosi durante il sesto e il settimo anno della presidenza di James Monroe, questo Congresso ha visto confermata la maggioranza del Partito Democratico-Repubblicano sia al Senato che alla Camera, oltre ad un allargamento del numero dei seggi sia al Senato (da 46 a 48), sia alla Camera dei rappresentanti (da 187 a 213). Tale allargamento del numero dei seggi, e la loro distribuzione in rappresentanza di ogni stato, è stato organizzato grazie ai risultati del quarto censimento, realizzatosi nel 1820.

## Contesto ed eventi importanti
Ad interessare i lavori di questo Congresso fu soprattutto il tema della politica estera. Gli Stati Uniti ormai si affermavano come una vera e propria potenza territoriale e primi sintomi del suo imperialismo si affermarono proprio in questi anni. Dopo l'acquisizione effettiva della Florida (cedutagli dalla Spagna), il presidente Monroe nel 1822 affermò la sua nota "dottrina" in un messaggio al Congresso: gli Stati Uniti, se da un lato accettavano di non interessarsi alle vicende politiche sul continente europeo, dall'altro affermavano che, da quel momento in poi, non avrebbero più accettato ingerenze sul continente americano da parte delle potenze europee. La linea di politica estera di Monroe (poi concretamente messa in pratica dal suo successore, John Quincy Adams) venne accolta positivamente dal Congresso e con freddezza dalle potenze europee, e rimarrà il punto di riferimento della politica statunitense fino ai primi anni del Novecento (con la presidenza di Theodore Roosevelt), pur entrando momentaneamente in crisi durante il periodo della guerra civile.
Essendo ormai quasi scomparso il Partito Federalista, il Partito Democratico-Repubblicano ha dominato incontrastato questo Congresso. Tuttavia, in occasione delle elezioni presidenziali del 1824, il Partito si spaccò. Il caucus del partito al Congresso non riuscì a stabilire un unico candidato e quindi a muoversi furono i singoli congressi statali. A vincere. A giocarsi la partita furono tre elementi di spicco del partito (il Segretario di stato John Quincy Adams, lo speaker della Camera dei rappresentanti Henry Clay e il Segretario al tesoro William Crawford) e un "outsider" che diventerà nel giro di pochi anni perno centrale del quadro politico, il noto generale Andrew Jackson. Dato che nessuno dei quattro riuscì ad ottenere la maggioranza assoluta con i voti popolari, fu la Camera dei rappresentanti a dover eleggere definitivamente il nuovo presidente. Grazie all'alleanza tra Henry Clay e John Quincy Adams, quest'ultimo riuscì a vincere le elezioni e a ottenere la carica presidenziale. L'alleanza tra Clay e Adams venne però definito dai sostenitori di Jackson uno "sporco affare", supportati dal fatto che Clay verrà successivamente nominato da Adams suo Segretario di stato. Jackson si rifarà quattro anni più tardi, quando vincerà le elezioni presidenziali del 1828. La divisione all'interno del Partito Democratico-Repubblicano era però ormai conclamata.

### Cronologia
- 2 giugno 1823 - Un gruppo di nativi Arikara attacca una squadra di trapper che lavorano per la Rocky Mountain Fur Company lungo il fiume Missouri e uccidono 15 persone. Per rispondere all'attacco, il governo federale invia una forza di 230 soldati dell'esercito insieme ad un contingente di quasi ottocento Sioux loro alleati al comando del tenente colonnello Henry Leavenworth e assalta il villaggio degli Arikara ma ottiene un nulla di fatto. È il primo intervento militare ad ovest del Missouri da parte dell'esercito americano.
- 2 dicembre 1823 - Il presidente James Monroe tiene un discorso al Congresso annunciando una nuova linea di politica estera che non tollera più ingerenze europee sul continente americano, accettando d'altro canto di non voler interferire sul continente europeo. Viene così definita la "dottrina Monroe", che rimarrà il cardine della politica estera americana fino ai primi anni del Novecento.
- 11 marzo 1824 - Il Segretario alla Guerra John C. Calhoun crea un'agenzia all'interno del suo dipartimento per gestire la questione indiana. Nasce l'attuale Bureau of Indian Affairs senza comunque l'autorizzazione del Congresso.
- 15 aprile 1824 - Per sostenere il possesso a pieno titolo della terra del suo popolo, il capo dei Cherokee John Ross inoltra una petizione ufficiale al Congresso. Per la prima volta una comunità indiana si relaziona con gli Stati Uniti riconoscendo l'esistenza di questi ultimi.
- 26 ottobre 1824 - Il voto popolare per le elezioni presidenziali esprime una maggioranza per Andrew Jackson. Tuttavia, non avendo raggiunto la maggioranza assoluta, il voto passa alla Camera dei rappresentanti.
- 1º dicembre 1824 - I Quapaw cedono una considerevole porzione di territorio agli Stati Uniti tra il Territorio dell'Arkansas e il fiume Saline.
- 6 dicembre 1824 - Viene pubblicato il primo numero del Register of Debates, la pubblicazione che fornisce pubblicità ai dibattiti del Congresso. Verrà pubblicato fino al 1937, quando verrà sostituito dal Congressional Globe.
- 9-10 dicembre 1824 - Gilbert du Motier de La Fayette, il generale francese che si era schierato con l'esercito dei rivoluzionari americani durante la guerra d'indipendenza, è il primo dignitario straniero a tenere un discorso di fronte al Senato e Camera dei rappresentanti.
- 10 gennaio 1825 - La capitale dell'Indiana viene trasferita da Corydon a Indianapolis, attuale capitale dello stato.
- 9 febbraio 1825 - John Quincy Adams viene eletto nuovo presidente degli Stati Uniti dalla Camera dei rappresentanti dato che (ai sensi del 12° emendamento) la Costituzione affida a tale organo l'elezione del presidente nel caso in cui nessuno dei candidati ottenga la maggioranza assoluta con il voto popolare. La Camera deve votare fra tre candidati (il quarto, Henry Clay, aveva scelto di appoggiare la candidatura di Adams), ovvero Adams, Andrew Jackson e William Crawford, dove ogni delegazione statale ha un voto. Adams viene eletto al primo ballottaggio.

| Stati per Adams | Stati per Jackson                                                                            | Stati per Crawford                                  |
| --- | -------------------------------------------------------------------------------------------- | --------------------------------------------------- |
| - Connecticut - Illinois - Kentucky - Louisiana - Maine - Maryland - Massachusetts - Missouri - New Hampshire - New York - Ohio - Rhode Island - Vermont | - Alabama - Indiana - Mississippi - New Jersey - Pennsylvania - Carolina del Sud - Tennessee | - Delaware - Georgia - Carolina del Nord - Virginia |
| Totale: 13 (54%) | Totale: 7 (29%)                                                                              | Totale: 4 (17%)                                     |

## Atti legislativi più importanti approvati
- 7 gennaio 1824: Tariff Act del 1824, 4 Stat. 2, ch. 4 (An Act concerning discriminating duties of tonnage and import) - La legge fissa una serie di tariffe doganali allo scopo di proteggere il settore industriale interno. Le tariffe, che riguardano soprattutto prodotti in ferro, e tessuti di lana e cotone provenienti dalla Gran Bretagna. La legge, promossa da Henry Clay, solleva molte critiche da parte dei rappresentanti degli stati del Sud, i quali vedono il rialzo dei dazi doganali come un modo per arricchire e favorire gli stati del Nord a loro discapito (il Sud infatti era più dipendente dai mercati esteri per quanto riguarda l'approvvigionamento di manufatti, oltre che avere all'estero il mercato più redditizio per il proprio cotone).
- 3 marzo 1825: Crimes Act del 1825, 4 Stat. 115, ch. 65 (An Act more effectually to provide for the punishment of certain crimes against the United States, and for other purposes) - La legge (elaborata dal giudice Joseph Story e promossa dal rappresentante del Massachusetts Daniel Webster) è una grande riforma del diritto penale, che prevede un aumento generale delle pene ad una serie di reati. Si elencano anche una nuova serie di reati federali e si allargano i casi in cui è applicabile la pena di morte.

## Partiti
A partire da questo Congresso e a causa delle complicate elezioni presidenziali del 1824, scompare definitivamente il Partito Federalista e il Partito Democratico-Repubblicano si spacca. Soltanto con il prossimo congresso si affermerà definitivamente (fino al 1854) il cosiddetto "second party system". La divisione del Partito Democratico-Repubblicano viene qui indicata con l'iniziale del candidato che i membri del Congresso hanno appoggiato alle elezioni presidenziali del 1824: "A" per Adams, "C" per Crawford e "J" per Jackson. I rimanenti membri del Partito Federalista hanno appoggiato Adams.

### Senato
|                             | Partiti                  | Partiti                  | Partiti          | Partiti         | Totali | Vacanti |
| --------------------------- | ------------------------ | ------------------------ | ---------------- | --------------- | ------ | ------- |
|                             |                          |                          |                  |                 | Totali | Vacanti |
| Democratico-Repubblicano    | Democratico-Repubblicano | Democratico-Repubblicano | Federalista      |                 | Totali | Vacanti |
| Adams-Clay (A-DR)           | Crawford (C-DR)          | Jackson (J-DR)           | Adams-Clay (A-F) |                 | Totali | Vacanti |
| Congresso precedente        | 43                       | 43                       | 43               | 4               | 47     | 1       |
|                             |                          |                          |                  |                 |        |         |
| Inizio                      | 11                       | 20                       | 11               | 3               | 45     | 3       |
| Fine                        | 11                       | 20                       | 12               | 5               | 48     | 0       |
| % Fine                      | 89,6%                    | 89,6%                    | 89,6%            | 10,4%           |        |         |
|                             |                          |                          |                  |                 |        |         |
| Inizio Congresso successivo | Jacksoniani: 25          | Jacksoniani: 25          | Jacksoniani: 25  | Jacksoniani: 25 | 45     | 3       |
| Inizio Congresso successivo | Anti-Jacksoniani: 20     |                          |                  |                 | 45     | 3       |

### Camera dei rappresentanti
|                             | Partiti                  | Partiti                  | Partiti          | Partiti          | Partiti          | Partiti          | Totali | Vacanti |
| --------------------------- | ------------------------ | ------------------------ | ---------------- | ---------------- | ---------------- | ---------------- | ------ | ------- |
|                             |                          |                          |                  |                  |                  |                  | Totali | Vacanti |
| Democratico-Repubblicano    | Democratico-Repubblicano | Democratico-Repubblicano | Federalista      | Federalista      | Federalista      |                  | Totali | Vacanti |
| Adams-Clay (A-DR)           | Crawford (C-DR)          | Jackson (J-DR)           | Adams-Clay (A-F) | Crawford (C-F)   | Jackson (J-F)    |                  | Totali | Vacanti |
| Congresso precedente        | 154                      | 154                      | 154              | 31               | 31               | 31               | 185    | 2       |
|                             |                          |                          |                  |                  |                  |                  |        |         |
| Inizio                      | 71                       | 53                       | 64               | 15               | 2                | 7                | 212    | 1       |
| Fine                        | 72                       | 53                       | 64               | 15               | 2                | 7                | 213    | 0       |
| % Fine                      | 88,7%                    | 88,7%                    | 88,7%            | 11,3%            | 11,3%            | 11,3%            |        |         |
|                             |                          |                          |                  |                  |                  |                  |        |         |
| Inizio Congresso successivo | Jacksoniani: 104         | Jacksoniani: 104         | Jacksoniani: 104 | Jacksoniani: 104 | Jacksoniani: 104 | Jacksoniani: 104 | 213    | 0       |
| Inizio Congresso successivo | Anti-Jacksoniani: 109    |                          |                  |                  |                  |                  | 213    | 0       |

## Leadership

### Senato
- Il presidente del Senato Daniel D. Tompkins.Presidente: Daniel D. Tompkins (DR)

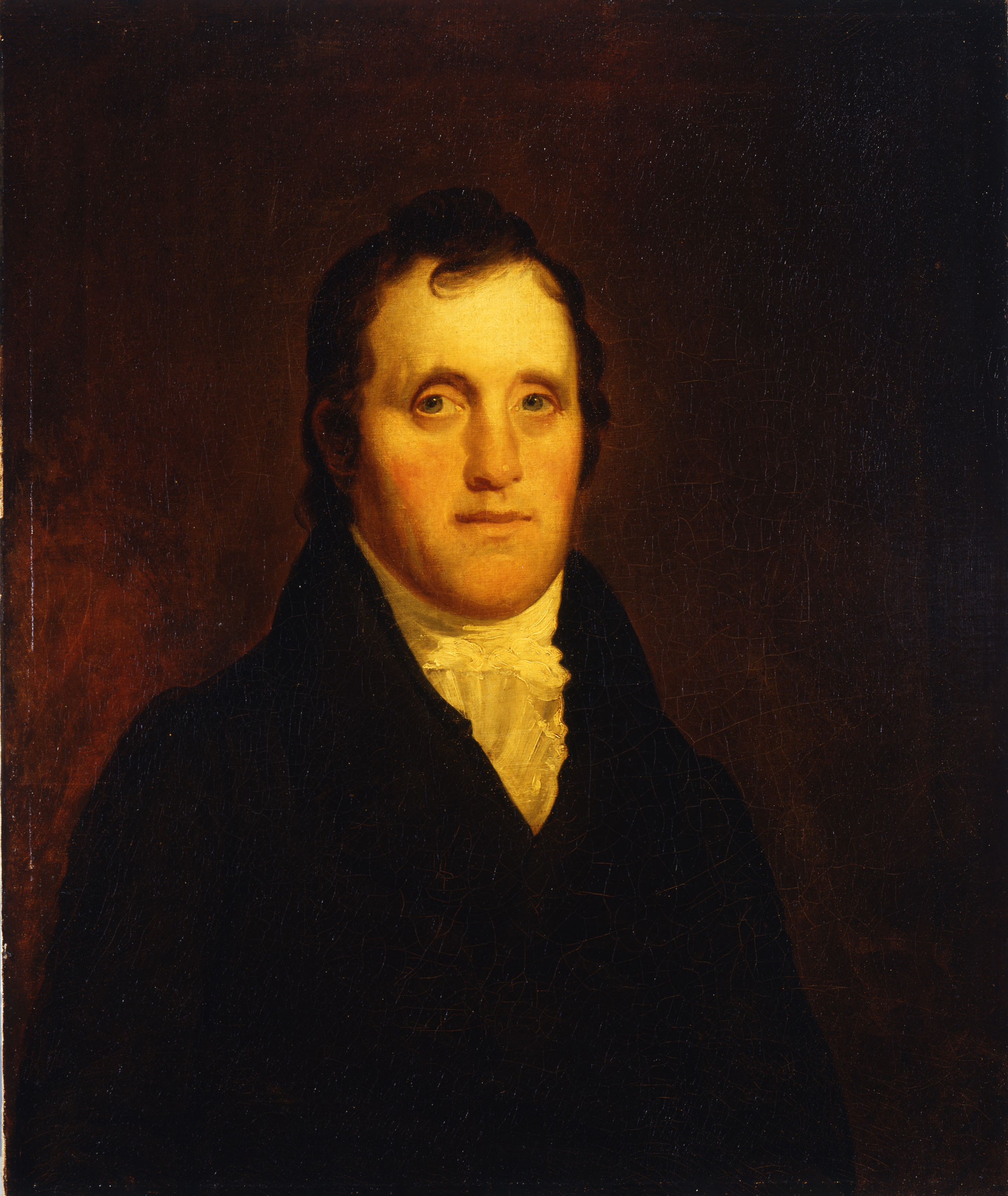
Il presidente del Senato Daniel D. Tompkins.

- Presidente pro tempore: John Gaillard (DR)

### Camera dei rappresentanti
- Speaker: Henry Clay (DR)

## Membri

### Senato
I senatori sono eletti ogni due anni e ad ogni Congresso ne viene rinnovato un terzo. Prima del nome di ogni senatore viene indicata la "classe", ovvero il ciclo di elezioni in cui è stato eletto. Per il 18º Congresso furono sottoposti ad elezione i senatori di classe 3.
Alabama
- 2. William R. King (J-DR)
- 3. William Kelly (J-DR)

Carolina del Nord
- 2. John Branch (C-DR)
- 3. Nathaniel Macon (C-DR)

Carolina del Sud
- 2. Robert Y. Hayne (J-DR)
- 3. John Gaillard (C-DR)

Connecticut
- 1. Elijah Boardman (J-DR), fino al 18 agosto 1823
  - Henry W. Edwards (J-DR), dall'8 ottobre 1823
- 3. James Lanman (C-DR)

Delaware
- 1. Thomas Clayton (A-F), dall'8 gennaio 1824
- 2. Nicholas Van Dyke (A-F), dal 7 gennaio 1824

Georgia
- 2. Nicholas Ware (C-DR), fino al 7 settembre 1824
  - Thomas W. Cobb (C-DR), dal 6 dicembre 1824
- 3. John Elliott (C-DR)

Illinois
- 2. Jesse B. Thomas (C-DR)
- 3. Ninian Edwards (A-DR), fino al 4 marzo 1824
  - John McLean (C-DR), dal 23 novembre 1824

Indiana
- 1. James Noble (C-DR)
- 3. Waller Taylor (A-DR)

Kentucky
- 2. Richard M. Johnson (J-DR)
- 3. Isham Talbot (A-DR)

Louisiana
- 2. Henry Johnson (A-DR), fino al 27 maggio 1824
  - Dominique J. Bouligny (A-DR), dal 19 novembre 1824
- 3. James Brown (A-DR), fino al 10 dicembre 1823
  - Josiah S. Johnston (A-DR), dal 15 gennaio 1824

Maine
- 1. John Holmes (C-DR)
- 2. John Chandler (C-DR)

Maryland
- 1. Samuel Smith (C-DR)
- 3. Edward Lloyd (C-DR)

Massachusetts
- 1. Elijah H. Mills (A-F)
- 2. James Lloyd (A-F)

Mississippi
- 1. David Holmes (J-DR)
- 2. Thomas H. Williams (J-DR)

Missouri
- 1. Thomas H. Benton (J-DR)
- 3. David Barton (A-DR)

New Hampshire
- 2. Samuel Bell (A-DR)
- 3. David F. Parrott (A-DR)

New Jersey
- 1. Joseph McIlvaine (A-DR), dal 12 novembre 1823
- 2. Mahlon Dickerson (C-DR)

New York
- 1. Martin Van Buren (C-DR)
- 3. Rufus King (A-F)

Ohio
- 1. Benjamin Ruggles (C-DR)
- 3. Ethan Allen Brown (A-DR)

Pennsylvania
- 1. William Findlay (J-DR)
- 3. Walter Lowrie (C-DR)

Rhode Island
- 1. James DeWolf (C-DR)
- 2. Nehemiah R. Knight (C-DR)

Tennessee
- 1. John Eaton (J-DR)
- 2. Andrew Jackson (J-DR)

Vermont
- 1. Horatio Seymour (A-DR)
- 3. William A. Palmer (A-DR)

Virginia
- 1. James Barbour (C-DR)
- 2. John Taylor (C-DR), fino al 21 agosto 1824
  - Littleton W. Tazewell (J-DR), dal 7 dicembre 1824

### Camera dei rappresentanti

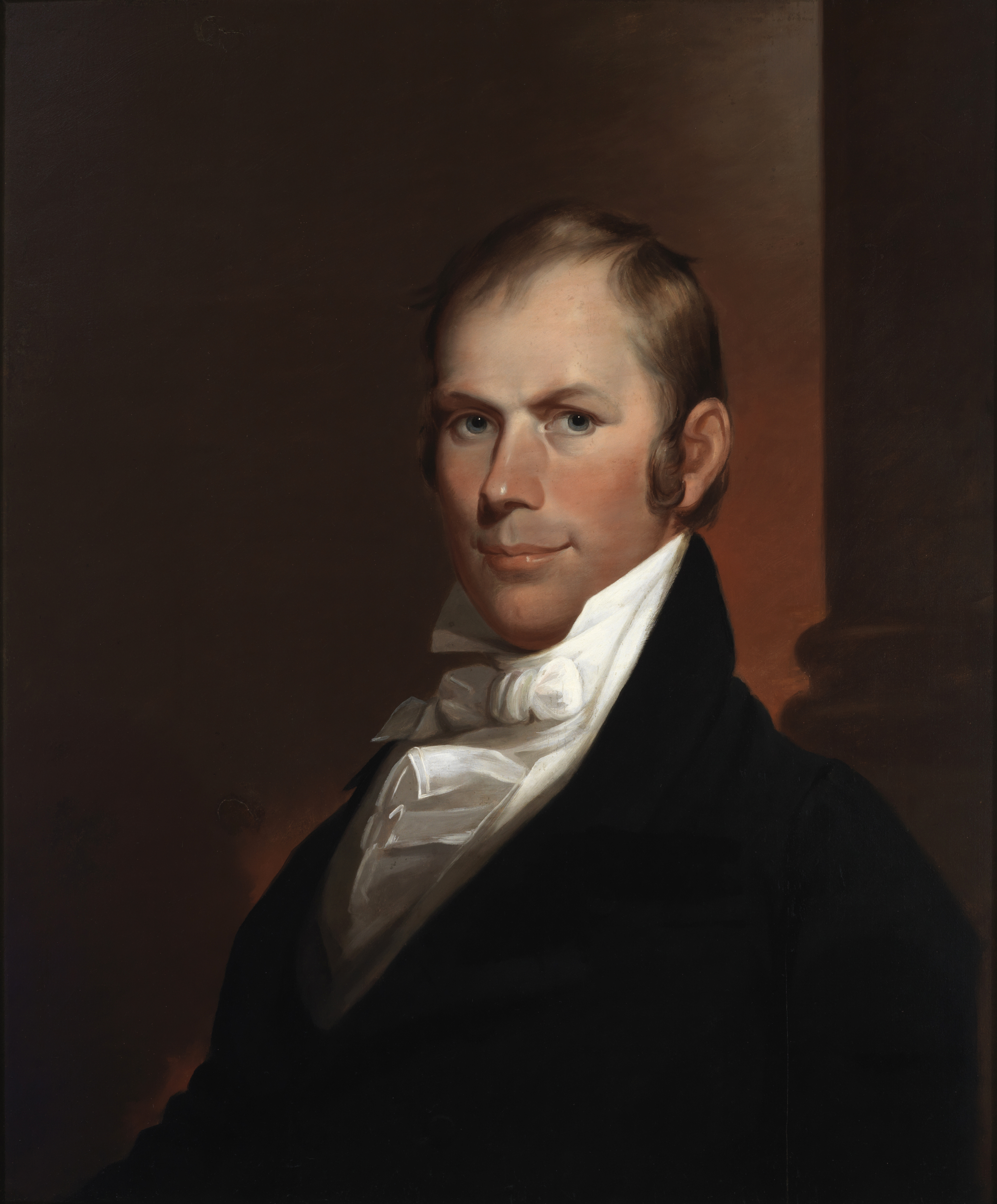
Lo speaker della Camera dei rappresentanti Henry Clay.

Nell'elenco, prima del nome del membro, viene indicato il distretto elettorale di provenienza o se quel membro è stato eletto in un collegio unico (at large).
Alabama
- 1. Gabriel Moore (J-DR)
- 2. John McKee (J-DR)
- 3. George W. Owen (J-DR)

Carolina del Nord
- 1. Alfred M. Gatlin (C-DR)
- 2. Hutchins G. Burton (C-DR), fino al 23 marzo 1824
  - George Outlaw (C-DR), dal 19 gennaio 1825
- 3. Thomas H. Hall (C-DR)
- 4. Richard D. Spaight, Jr. (C-DR)
- 5. Charles Hooks (C-DR)
- 6. Weldon N. Edwards (C-DR)
- 7. John Culpepper (A-F)
- 8. Willie P. Mangum (C-DR)
- 9. Romulus M. Saunders (C-DR)
- 10. John Long (C-DR)
- 11. Henry W. Connor (J-DR)
- 12. Robert B. Vance (J-DR)
- 13. Lewis Williams (C-DR)

Carolina del Sud
- 1. Joel R. Poinsett (J-DR)
- 2. James Hamilton, Jr. (J-DR)
- 3. Robert B. Campbell (J-DR)
- 4. Andrew R. Govan (J-DR)
- 5. George McDuffie (J-DR)
- 6. John Wilson (J-DR)
- 7. Joseph Gist (J-DR)
- 8. John Carter (J-DR)
- 9. Starling Tucker (J-DR)

Connecticut
- At-large. Noyes Barber (A-DR)
- At-large. Samuel A. Foote (A-DR)
- At-large. Ansel Sterling (A-DR)
- At-large. Ebenezer Stoddard (A-DR)
- At-large. Gideon Tomlinson (A-DR)
- At-large. Lemuel Whitman (A-DR)

Delaware
- At-large. Louis McLane (C-F)

Georgia
- At-large. Joel Abbott (C-DR)
- At-large. George Cary (C-DR)
- At-large. Thomas W. Cobb (C-DR), fino al 6 dicembre 1824
  - Richard Henry Wilde (C-DR), dal 7 febbraio 1825
- At-large. Alfred Cuthbert (C-DR)
- At-large. John Forsyth (C-DR)
- At-large. Edward F. Tattnall (C-DR)
- At-large. Wiley Thompson (C-DR)

Illinois
- At-large. Daniel P. Cook (A-DR)

Indiana
- 1. William Prince (J-DR), fino all'8 settembre 1824
  - Jacob Call (J-DR), dal 23 dicembre 1824
- 2. Jonathan Jennings (J-DR)
- 3. John Test (J-DR)

Kentucky
- 1. David Trimble (A-DR)
- 2. Thomas Metcalfe (A-DR)
- 3. Henry Clay (A-DR)
- 4. Robert P. Letcher (A-DR)
- 5. John T. Johnson (J-DR)
- 6. David White (A-DR)
- 7. Thomas P. Moore (J-DR)
- 8. Richard A. Buckner (A-DR)
- 9. Charles A. Wickliffe (J-DR)
- 10. Francis Johnson (A-DR)
- 11. Philip Thompson (A-DR)
- 12. Robert P. Henry (J-DR)

Louisiana
- 1. Edward Livingston (J-DR)
- 2. Henry H. Gurley (A-DR)
- 3. William L. Brent (A-DR)

Maine
- 1. William Burleigh (A-DR)
- 2. Stephen Longfellow (A-F)
- 3. Ebenezer Herrick (A-DR)
- 4. Joshua Cushman (A-DR)
- 5. Enoch Lincoln (A-DR)
- 6. Jeremiah O'Brien (A-DR)
- 7. David Kidder (A-DR)

Maryland
- 1. Raphael Neale (A-F)
- 2. Joseph Kent (A-DR)
- 3. Henry R. Warfield (A-F)
- 4. John Lee (J-F)
- 5. Peter Little (J-DR)
- 5. Isaac McKim (J-DR)
- 6. George E. Mitchell (A-DR)
- 7. William Hayward, Jr. (C-DR)
- 8. John S. Spence (A-DR)

Massachusetts
- 1. Daniel Webster (A-F)
- 2. Benjamin W. Crowninshield (A-DR)
- 3. Jeremiah Nelson (A-F)
- 4. Timothy Fuller (A-DR)
- 5. Jonas Sibley (A-DR)
- 6. John Locke (A-DR)
- 7. Samuel C. Allen (A-F)
- 8. Samuel Lathrop (A-F)
- 9. Henry W. Dwight (A-F)
- 10. John Bailey (A-DR), dal 13 dicembre 1824
- 11. Aaron Hobart (A-DR)
- 12. Francis Baylies (J-F)
- 13. John Reed, Jr. (A-F)

Mississippi
- At-large. Christopher Rankin (J-DR)

Missouri
- At-large. John Scott (A-DR)

New Hampshire
- At-large. Ichabod Bartlett (A-DR)
- At-large. Matthew Harvey (A-DR)
- At-large. Arthur Livermore (A-DR)
- At-large. Aaron Matson (A-DR)
- At-large. William Plumer, Jr. (A-DR)
- At-large. Thomas Whipple, Jr. (A-DR)

New Jersey
- At-large. George Cassedy (J-DR)
- At-large. Lewis Condict (J-DR)
- At-large. Daniel Garrison (J-DR)
- At-large. George Holcombe (J-DR)
- At-large. James Matlack (A-DR)
- At-large. Samuel Swan (J-DR)

New York
- 1. Silas Wood (A-DR)
- 2. Jacob Tyson (C-DR)
- 3. Churchill C. Cambreleng (C-DR)
- 3. John J. Morgan (J-DR)
- 3. Peter Sharpe (A-DR)
- 4. Joel Frost (C-DR)
- 5. William W. Van Wyck (A-DR)
- 6. Hector Craig (J-DR)
- 7. Lemuel Jenkins (C-DR)
- 8. James Strong (A-F)
- 9. James L. Hogeboom (C-DR)
- 10. Stephen Van Rensselaer (A-F)
- 11. Charles A. Foote (C-DR)
- 12. Lewis Eaton (C-DR)
- 13. Isaac Williams, Jr. (A-DR)
- 14. Henry R. Storrs (A-F)
- 15. John Herkimer (A-DR)
- 16. John W. Cady (A-DR)
- 17. John W. Taylor (DR)
- 18. Henry C. Martindale (A-F)
- 19. John Richards (C-DR)
- 20. Ela Collins (C-DR)
- 20. Egbert Ten Eyck (C-DR)
- 21. Lot Clark (C-DR)
- 22. Justin Dwinell (C-DR)
- 23. Elisha Litchfield (DR)
- 24. Rowland Day (C-DR)
- 25. Samuel Lawrence (A-DR)
- 26. Dudley Marvin (A-DR)
- 26. Robert S. Rose (A-DR)
- 27. Moses Hayden (A-DR)
- 28. William B. Rochester (A-DR), fino al 23 aprile 1823
  - William Woods (A-DR), dal 3 novembre 1823
- 29. Isaac Wilson (A-DR), fino al 7 gennaio 1824
  - Parmenio Adams (A-DR), dal 7 gennaio 1824
- 30. Albert H. Tracy (A-DR)

Ohio
- 1. James W. Gazlay (J-DR)
- 2. Thomas R. Ross (C-DR)
- 3. William McLean (A-DR)
- 4. Joseph Vance (A-DR)
- 5. John W. Campbell (J-DR)
- 6. Duncan McArthur (A-DR)
- 7. Samuel F. Vinton (A-DR)
- 8. William Wilson (C-DR)
- 9. Philemon Beecher (A-DR)
- 10. John Patterson (A-DR)
- 11. John C. Wright (A-DR)
- 12. John Sloane (DR)
- 13. Elisha Whittlesey (A-DR)
- 14. Mordecai Bartley (A-DR)

Pennsylvania
- 1. Samuel Breck (A-F)
- 2. Joseph Hemphill (J-F)
- 3. Daniel H. Miller (J-DR)
- 4. James Buchanan (J-F)
- 4. Samuel Edwards (J-F)
- 4. Isaac Wayne (J-F)
- 5. Philip S. Markley (J-DR)
- 6. Robert Harris (J-DR)
- 7. Daniel Udree (J-DR)
- 7. Henry Wilson (J-DR)
- 8. Samuel D. Ingham (J-DR)
- 8. Thomas J. Rogers (J-DR), fino al 20 aprile 1824
  - George Wolf (J-DR), dal 9 dicembre 1824
- 9. William Cox Ellis (J-F)
- 9. George Kremer (J-DR)
- 9. Samuel McKean (J-DR)
- 10. James S. Mitchell (J-DR)
- 11. John Findlay (J-DR)
- 11. James Wilson (J-DR)
- 12. John Brown (DR)
- 13. John Tod (DR), dal 1824
  - Alexander Thomson (J-DR), dal 6 dicembre 1824
- 14. Andrew Stewart (J-DR)
- 15. Thomas Patterson (J-DR)
- 16. James Allison, Jr. (J-DR)
- 16. Walter Forward (J-DR)
- 17. George Plumer (J-DR)
- 18. Patrick Farrelly (J-DR)

Rhode Island
- At-large. Job Durfee (A-DR)
- At-large. Samuel Eddy (A-DR)

Tennessee
- 1. John Blair (J-DR)
- 2. John A. Cocke (J-DR)
- 3. James I. Standifer (J-DR)
- 4. Jacob C. Isacks (J-DR)
- 5. Robert Allen (J-DR)
- 6. James T. Sandford (J-DR)
- 7. Samuel Houston (J-DR)
- 8. James B. Reynolds (J-DR)
- 9. Adam R. Alexander (J-DR)

Vermont
- At-large. Rollin C. Mallary (A-DR)
- At-large. William C. Bradley A-DR)
- At-large. Charles Rich (A-DR), fino al 15 ottobre 1824
  - Henry Olin (A-DR), dal 13 dicembre 1824
- At-large. Daniel A.A. Buck (A-DR)
- At-large. Samuel C. Crafts (A-DR)

Virginia
- 1. Thomas Newton, Jr. (A-DR)
- 2. Arthur Smith (C-DR)
- 3. William S. Archer (C-DR)
- 4. Mark Alexander (C-DR)
- 5. John Randolph (C-DR)
- 6. George Tucker (C-DR)
- 7. Jabez Leftwich (C-DR)
- 8. Burwell Bassett (C-DR)
- 9. Andrew Stevenson (C-DR)
- 10. William C. Rives (C-DR)
- 11. Philip P. Barbour (C-DR)
- 12. Robert S. Garnett (C-DR)
- 13. William Lee Ball (C-DR), fino al 29 febbraio 1824
  - John Taliaferro (C-DR), dal 24 marzo 1824
- 14. Charles F. Mercer (C-DR)
- 15. John S. Barbour (C-DR)
- 16. James Stephenson (C-F)
- 17. Jared Williams (C-DR)
- 18. Joseph Johnson (J-DR)
- 19. William McCoy (C-DR)
- 20. John Floyd (C-DR)
- 21. William Smith (C-DR)
- 22. Alexander Smyth (C-DR)

#### Membri non votanti
Territorio dell'Arkansas
- Henry W. Conway

Territorio della Florida
- Richard K. Call

Territorio del Michigan
- Gabriel Richard

## Cambiamenti nella rappresentanza

### Senato
| Stato (classe)  | Membro precedente      | Ragione del cambiamento | Successore                   | Data della successione |
| --------------- | ---------------------- | --- | ---------------------------- | ---------------------- |
| New Jersey (1)  | Seggio vacante         | Il senatore, Samuel L. Southard si era dimesso durante il precedente Congresso. Nuove elezioni si sono tenute il 12 novembre 1823                            | Joseph McIlvaine (A-DR)      | 12 novembre 1823       |
| Delaware (2)    | Seggio vacante         | Il Congresso statale non è riuscito ad eleggere il suo senatore. Il precedente senatore è stato rieletto il 7 gennaio 1824.                                  | Nicholas Van Dyke (A-F)      | 7 gennaio 1824         |
| Delaware (1)    | Seggio vacante         | Caesar A. Rodney si era dimesso durante il precedente Congresso. Nuove elezioni si sono tenute il 12 novembre 1823.                                          | Thomas Clayton (A-F)         | 8 gennaio 1824         |
| Connecticut (1) | Elijah Boardman (J-DR) | Boardman è deceduto il 18 agosto 1823. È stato nominato il suo successore l'8 ottobre 1823, che poi è stato riconfermato da nuove elezioni il 5 maggio 1824. | Henry W. Edwards (J-DR)      | 8 ottobre 1823         |
| Louisiana (3)   | James Brown (A-DR)     | Brown si è dimesso il 10 ottobre 1823 per assumere la carica di ambasciatore in Francia.                                                                     | Josiah S. Johnston (A-DR)    | 15 gennaio 1824        |
| Illinois (3)    | Ninian Edwards (A-DR)  | Edwards si è dimesso il 4 marzo 1824 per assumere la carica di ambasciatore in Messico. Si sono tenute nuove elezioni il 6 dicembre 1824.                    | John McLean (C-DR)           | 6 dicembre 1824        |
| Louisiana (2)   | Henry Johnson (A-DR)   | Johnson si è dimesso il 27 maggio 1824 per potersi candidare alla carica di governatore della Louisiana. Si sono tenute nuove elezioni il 19 novembre 1824.  | Dominique J. Bouligny (A-DR) | 19 novembre 1824       |
| Virginia (2)    | John Taylor (C-DR)     | Taylor è deceduto il 21 agosto 1824. Si sono tenute nuove elezioni il 7 dicembre 1824.                                                                       | Littleton W. Tazewell (J-DR) | 7 dicembre 1824        |
| Georgia (2)     | Nicholas Ware (C-DR)   | Ware è deceduto il 7 settembre 1824. Si sono tenute nuove elezioni il 6 dicembre 1824.                                                                       | Thomas W. Cobb (C-DR)        | 6 dicembre 1824        |

### Camera dei rappresentanti
| Stato (classe)       | Membro precedente           | Ragione del cambiamento                                                                                              | Successore                 | Data della successione        |
| -------------------- | --------------------------- | --- | -------------------------- | ----------------------------- |
| 10° Massachusetts    | Seggio vacante              | Nonostante sia stato dichiarato ineleggibile durante il precedente Congresso, John Bailey è stato comunque rieletto. | John Bailey (A-DR)         | 13 dicembre 1823              |
| 28° New York         | William B. Rochester (A-DR) | Rochester si è dimesso il 21 aprile 1823.                                                                            | William Woods (A-DR)       | Insediato il 3 novembre 1823  |
| 13° Pennsylvania     | John Tod (DR)               | Tod si è dimesso nel 1824.                                                                                           | Alexander Thomson (J-DR)   | Insediato il 6 dicembre 1824  |
| 29° New York         | Isaac Wilson (A-DR)         | Wilson ha dovuto rinunciare alla carica dopo contestazioni sulle elezioni.                                           | Parmenio Adams (A-DR)      | Insediato il 7 gennaio 1824   |
| 13° Virginia         | William Lee Ball (C-DR)     | Ball è deceduto il 29 febbraio 1824.                                                                                 | John Taliaferro (C-DR)     | Insediato il 24 marzo 1824    |
| 2° Carolina del Nord | Hutchins G. Burton (C-DR)   | Burton si è dimesso il 23 marzo 1824 dopo essere stato eletto governatore della Carolina del Nord.                   | George Outlaw (C-DR)       | Insediato il 19 gennaio 1825  |
| 8° Pennsylvania      | Thomas J. Rogers (J-DR)     | Rogers si è dimesso il 20 aprile 1824.                                                                               | George Wolf (J-DR)         | Insediato il 9 dicembre 1824  |
| 1° Indiana           | William Prince (J-DR)       | Prince è deceduto l'8 settembre 1824.                                                                                | Jacob Call (J-DR)          | Insediato il 23 dicembre 1824 |
| At-large Vermont     | Charles Rich (A-DR)         | Rich è deceduto il 15 ottobre 1824.                                                                                  | Henry Olin (A-DR)          | Insediato il 13 dicembre 1824 |
| At-large Georgia     | Thomas W. Cobb (C-DR)       | Cobb si è dimesso il 6 dicembre 1824 quando è stato eletto senatore.                                                 | Richard Henry Wilde (C-DR) | Insediato il 7 febbraio 1825  |

## Comitati
Qui di seguito si elencano i singoli comitati e i presidenti di ognuno (se disponibili).

### Senato
- Amendments to the Constitution (select committee)
- Audit and Control the Contingent Expenses of the Senate
- Banks in Which Deposits Have Been Made (select committee)
- Claims
- Commerce and Manufactures
- Debt Imprisonment Abolition (select committee)
- District of Columbia
- Finance
- Foreign Relations
- Indian Affairs
- Judiciary
- Manufactures
- Marquis de La Fayette (select committee)
- Memorial of the Legislature of Arkansas (select committee)
- Military Affairs
- Militia
- National Road from Cumberland to Wheeling (select committee)
- Naval Affairs
- Peale's Portrait of Washington (select committee)
- Pensions
- Post Office and Post Roads
- Public Lands
- Roads and Canals (select committee)
- Tariff Regulation (select committee)
- Whole

### Camera dei rappresentanti
- Accounts
- Agriculture
- Arms Contracts (select committee)
- Banking Memorials (select committee)
- Claims
- Commerce
- District of Columbia
- Elections
- Expenditures in the Navy Department
- Expenditures in the Post Office Department
- Expenditures in the State Department
- Expenditures in the Treasury Department
- Expenditures in the War Department
- Expenditures on Public Buildings
- Foreign Affairs
- Indian Affairs
- Manufactures
- Military Affairs
- Naval Affairs
- Pensions and Revolutionary War Claims
- Post Office and Post Roads
- Public Expenditures
- Public Lands
- Revisal and Unfinished Business
- Standards of Official Conduct
- Ways and Means
- Whole

### Comitati bicamerali (Joint)
- Enrolled Bills